# 이재동
이재동은 MBC 드라마본부의 프로듀서이다.

## 경력
- MBC 드라마본부 프로듀서
- 2009년 3월 : MBC 드라마본부 드라마4부장
- 2013년 9월 : MBC 드라마본부 부국장
- 2017년 4월 ~ : MBC 드라마본부 제작4부장

## 연출 작품

### 텔레비전 드라마
- 2001년 MBC 베스트극장 《마지막 거짓말》 - 이혜선 극본
- 2001년 MBC 베스트극장 《그 겨울의 약속》 - 이혜선 극본
- 2002년 MBC 베스트극장 《우연》 - 황선영 극본
- 2002년 MBC 베스트극장 《기억의 숲속에 사랑이 있네》 - 이혜선 극본
- 2002년 MBC 베스트극장 《모자사기단 운수 좋은 날》 - 박형진 극본
- 2003년 MBC 베스트극장 《꽃 - 다만 때늦은 사랑에 관하여》 - 고은님 극본
- 2003년 MBC 베스트극장 《위험한 행운》 - 박형진 극본
- 2003년 MBC 베스트극장 《숨은 사랑 찾기》 - 김순덕 극본
- 2004년 MBC 일요아침드라마 《단팥빵》 - 이숙진 극본
- 2005년 MBC 수목드라마 《이별에 대처하는 우리의 자세》 - 민효정 극본
- 2006년 MBC 베스트극장 《후(後)》 - 박지숙 극본
- 2006년 MBC 베스트극장 《바다가 하는 말》 - 이숙진 극본
- 2007년 MBC 수목드라마 《고맙습니다》 - 이경희 극본
- 2008년 MBC 특집극 《나도 잘 모르지만》 - 고은님 극본
- 2011년 MBC 수목드라마 《지고는 못살아》 - 이숙진 극본
- 2012년 MBC 수목드라마 《보고싶다》 - 문희정 극본
- 2014년 MBC 수목드라마 《내 생애 봄날》 - 박지숙 극본

## 수상 경력
- 2004년 : 전주시 감사패